# Mopar
Mopar (сокращение от англ. motor parts) — подразделение компании Chrysler Group LLC по производству автозапчастей и обслуживанию автомобилей концерна Chrysler: Chrysler, Jeep, Dodge, Ram, Fiat и Street and Racing Technology.

## История
В конце 1920-х годов компания Chrysler Group включала в себя четыре автомобильных бренда: Chrysler, Plymouth, DeSoto и Dodge. Для сокращения расходов на производство унифицированных узлов и деталей для различных марок автомобилей в  подразделение по их производству было выделено в отдельный бренд под аббревиатурой «Mopar».
С 1950-х годов Mopar занимается проектированием и строительством гоночных автомобилей, в том числе для гоночной серии NASCAR, а также занимается тюнингом стандартных двигателей Chrysler.

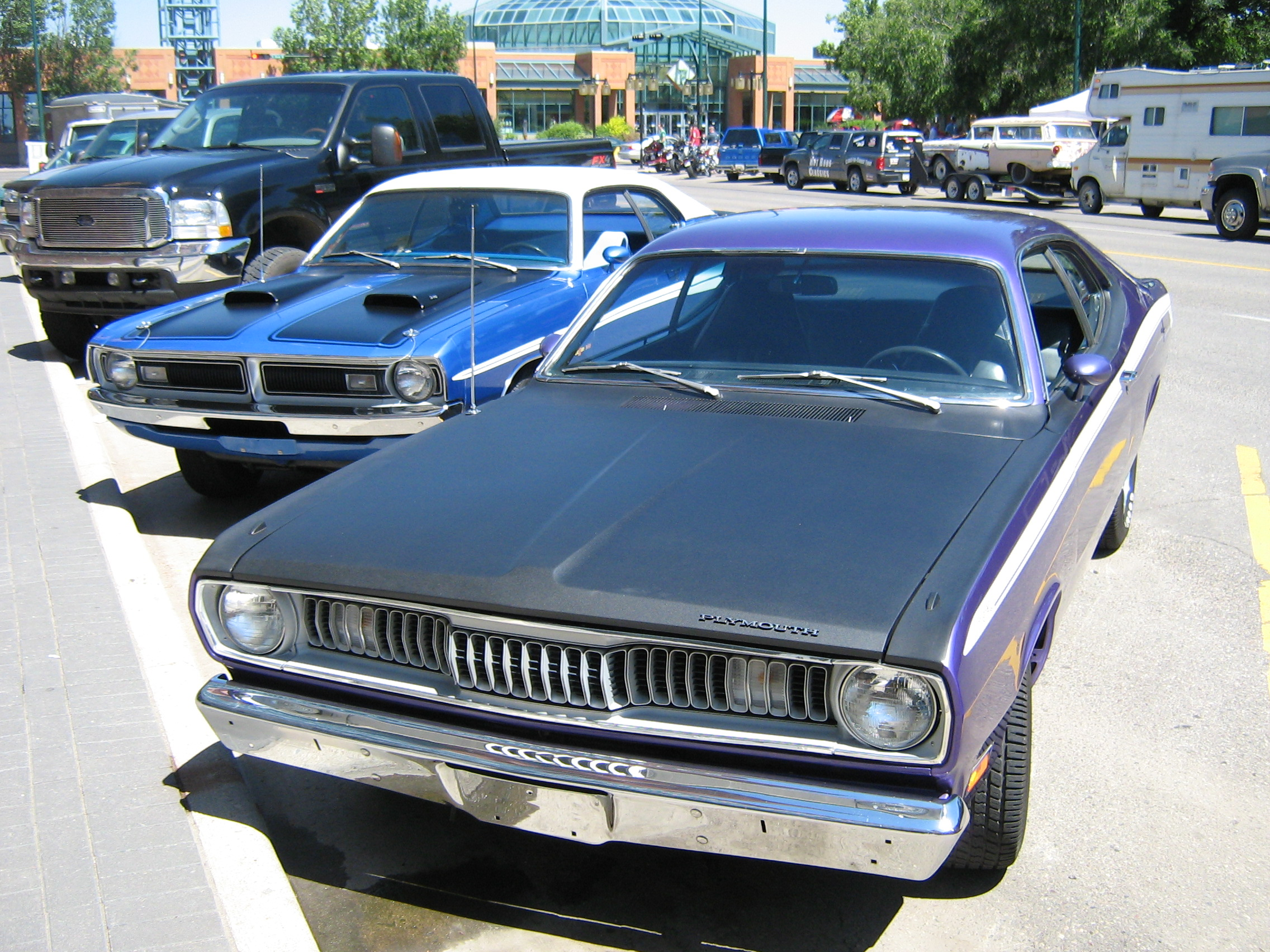
Dodge Demon, Plymouth Duster
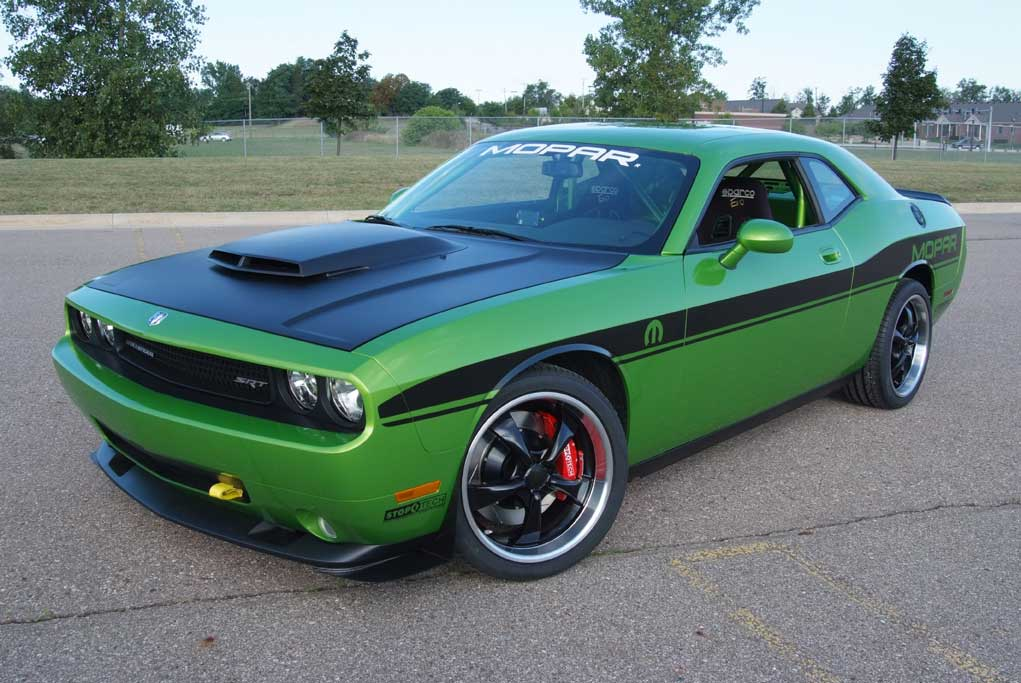
Dodge Challenger Targa Concept 2008